# Рокдејл (Тексас)
Рокдејл (енгл. Rockdale) град је у америчкој савезној држави Тексас. По попису становништва из 2010. у њему је живело 5.595 становника.

## Демографија
Према попису становништва из 2010. у граду је живело 5.595 становника, што је 156 (2,9%) становника више него 2000. године.
| Група             | 2000.         | 2010.         |
| Белци             | 3.417 (62,8%) | 3.198 (57,2%) |
| Афроамериканци    | 777 (14,3%)   | 747 (13,4%)   |
| Азијати           | 23 (0,4%)     | 35 (0,6%)     |
| Хиспаноамериканци | 1.193 (21,9%) | 1.580 (28,2%) |
| Укупно            | 5.439         | 5.595         |